# Luigi Petroni
Luigi Petroni OFMCap, Ordensname Luigi da Bagnaia (* 10. Oktober 1776 in Bagnaia; † 14. Oktober 1845 in Viterbo) war der 53. Generalminister des Ordens der Minderen Brüder Kapuziner.

## Leben
Luigi Petroni, Taufname Pietro Paolo, wurde 1776 als Sohn von Giuseppe Petroni und Rosa Aliquanti in Bagnaia (Viterbo) geboren. 1795 (im Kloster della Paranzana seiner Heimatstadt) in den Kapuzinerorden eingetreten (Ordensname: Aloisius a Bagnaia), war er nach Studium und Priesterweihe (Zeit und Ort sind unbekannt) Prediger am Hof von Neapel, später Provinzialminister der römischen Kapuzinerprovinz (1824–1827), Generalprokurator und Generaldefinitor (1838–1842) und schließlich Generalvikar seines Ordens. 1838 wurde er Mitglied der Akademie für Theologie und vor dem 8. Januar 1839 Examinator des römischen Klerus am Tribunale del Vicario (1839–1845), 1840 päpstlicher Hausprediger, 1841 Konsultor der Ritenkongregation. Mit Breve vom 7. September 1844 ernannte ihn Papst Gregor XVI. zum Generalminister des Kapuzinerordens. In diesem Amt blieb er nicht lange, er starb plötzlich am 14. Oktober 1845 in Viterbo.

## Veröffentlichungen
- Panegirico di santa Catterina da Bologna (Bologna, 1821)